# Petăr Stojanov
Petăr Stefanov Stojanov (bulgarisk kyrilliska: Петър Стефанов Стоянов), född 25 maj 1952, är en bulgarisk politiker. Han innehade presidentposten mellan 22 januari 1997 och 22 januari 2002, då han ersattes av Georgi Părvanov.